# Margaux
Margaux foi uma comuna francesa na região administrativa da Nova Aquitânia, no departamento da Gironda. Estendia-se por uma área de 7,38 km². Em 2010 a comuna tinha 2 952 habitantes (densidade: 400 hab./km²).
Em 1 de janeiro de 2017, passou a formar parte da nova comuna de Margaux-Cantenac.